# Limnonectes macrocephalus
Limnonectes macrocephalus es una especie de anfibio anuro de la familia Dicroglossidae.

## Distribución geográfica
Es endémica del norte de Filipinas: islas de Luzón, Catanduanes, Marinduque y Polillo. Habita arroyos y ríos en tierras bajas y montanas bajas.